# Sint-Antoniuskerk (Loonbeek)
De Sint-Antoniuskerk is een kerkgebouw in Loonbeek in de gemeente Huldenberg in de Belgische provincie Vlaams-Brabant.
De kerk staat op een lage kerkheuvel aan de J.Van der Vorstlaan en de St.Jansbergsteenweg. Rond de kerk ligt het Kerkhof van Loonbeek. Ze is gewijd aan Antonius van Padua.

## Geschiedenis
In de 15 eeuw werd de kerk gebouwd.
In 2009 werd de kerk opgenomen op de monumentenlijst.

## Opbouw
De georiënteerde kerk is een wit gebouw bestaand uit een schip met vijf traveeën, twee lager dan de nok van het schip uitkomende dwarsbeuken en driezijdig gesloten koor met twee traveeën. Bovenop de kruising bevindt zich een dakruiter. De kerk heeft haakse steunberen, behalve op de westelijke twee hoeken van het gebouw waar het overhoekse steunberen zijn.

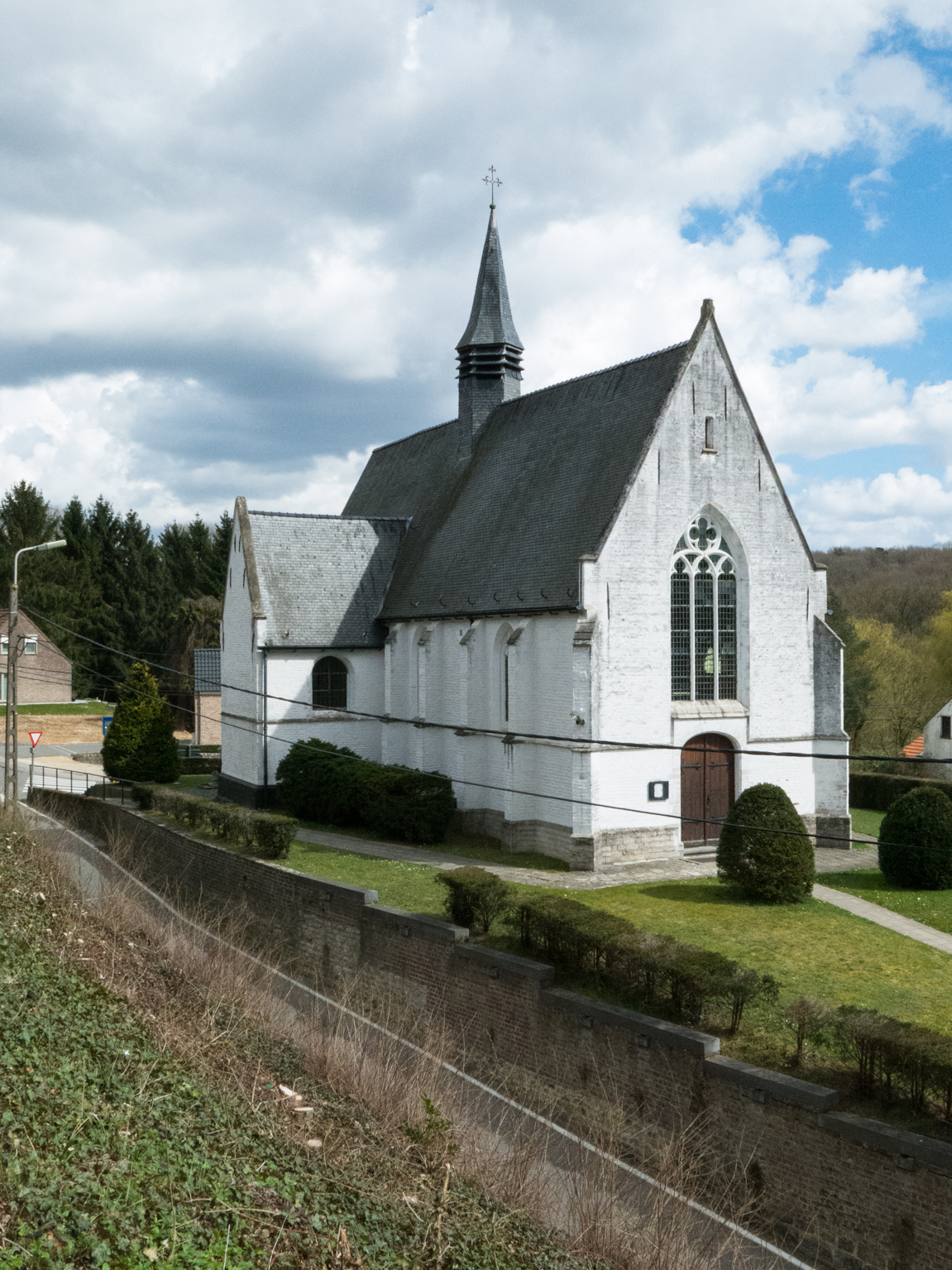
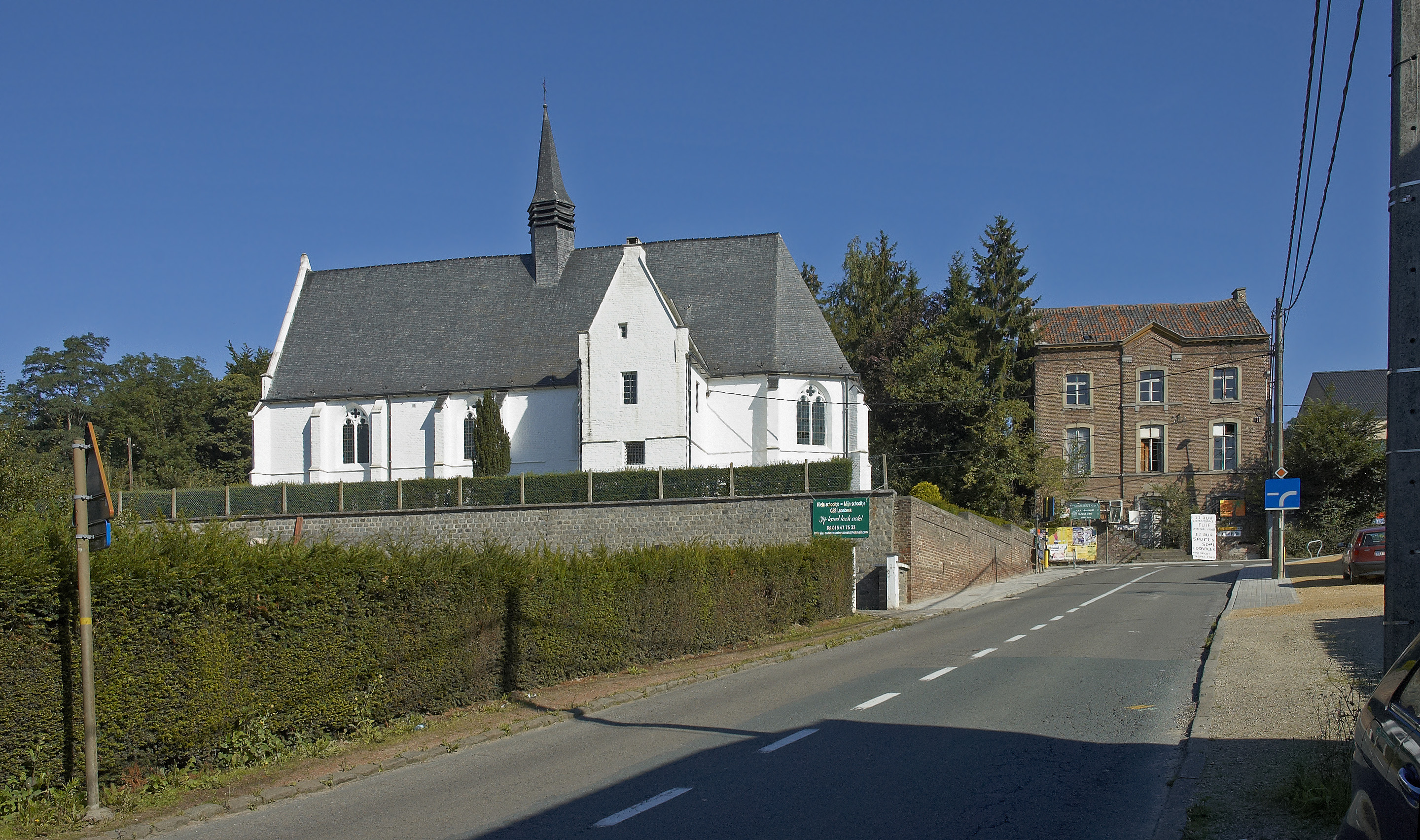
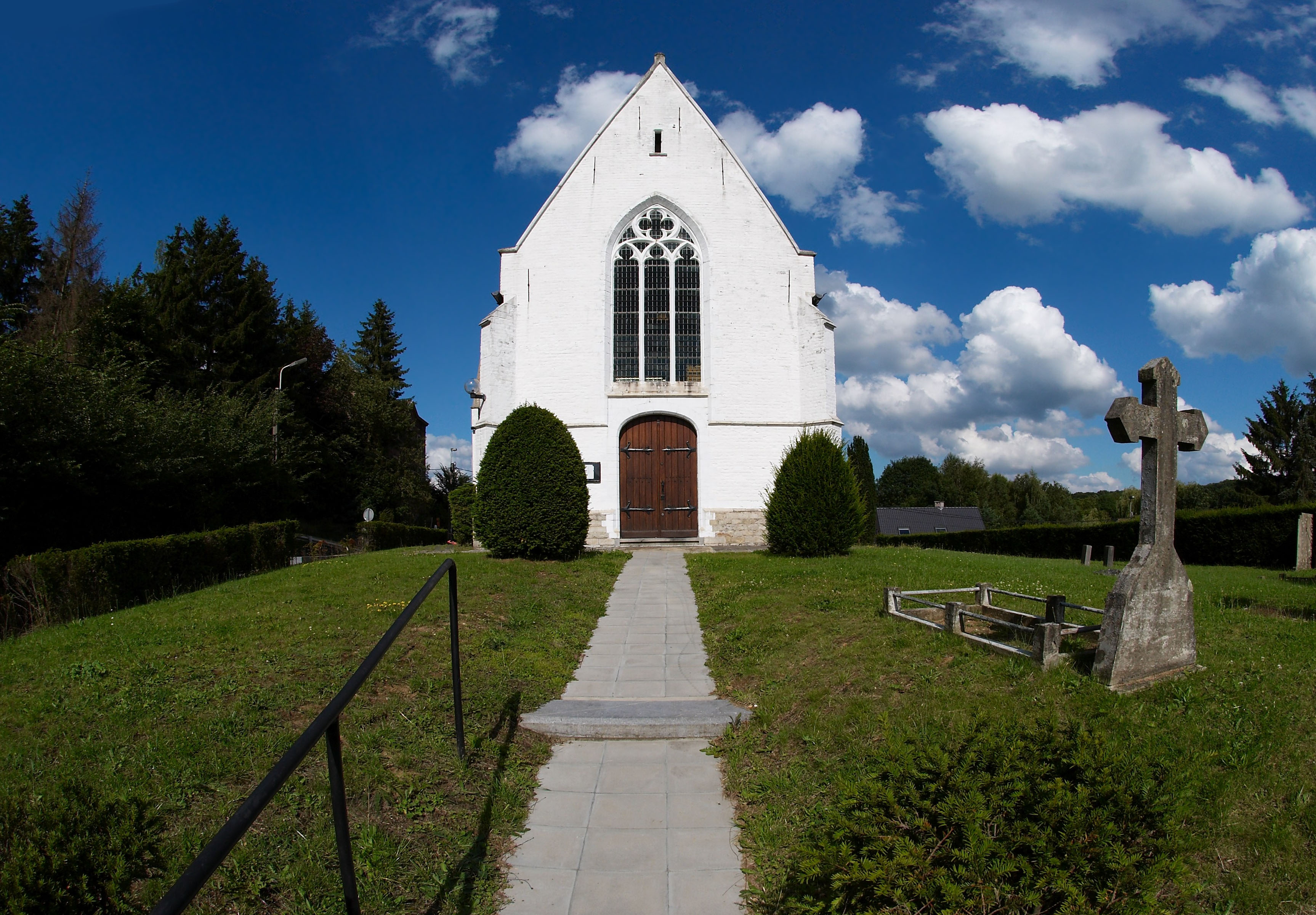